# 592 (số)
592 (năm trăm chín mươi hai) là một số tự nhiên ngay sau số 591 và ngay trước số 593. 